# John M. Dillon
Pour les articles homonymes, voir John Dillon (homonymie).
John Myles Dillon (/ʤɒn maɪlz ˈdɪlən/ ; né le 15 septembre 1939) est un classiciste et philosophe irlandais qui est professeur Regius de grec au Trinity College de Dublin entre 1980 et 2006. Avant cela, il enseigne à l'Université de Californie à Berkeley. Il est élu membre correspondant de l'Académie d'Athènes le 15 juin 2010. Le domaine de recherche de Dillon porte sur l'histoire du platonisme de l'ancienne académie à la Renaissance, ainsi que dans le christianisme primitif.

## Contributions
Parmi les œuvres les plus célèbres de Dillon figurent[réf. nécessaire] ses traductions du De Mysteriis (Les mystères d'Égypte) de Jamblique, un livre important sur les moyen-platoniciens et le néoplatonisme, et son travail éditorial sur la traduction des Enneades  de Plotin par Stephen McKenna. Avec ce dernier, il poursuit les recherches de son prédécesseur A. H. Armstrong dans le domaine de la philosophie néoplatonicienne[réf. nécessaire].
Dillon est également membre de la Société internationale d'études néoplatoniciennes et est en outre membre du Conseil consultatif éditorial de Dionysius,. Son premier roman, The Scent of Eucalyptus, est publié en 2007 par University Press of the South et en 2020, une deuxième édition entièrement révisée du roman est publiée par 451 Editions à  Dublin.